# 長谷部香苗
長谷部 香苗（はせべ かなえ、1965年4月10日 - ）は、東京都出身の女優、声優、文筆家。父は映画監督の長谷部安春、弟は小説家で脚本家のハセベバクシンオー、甥は俳優の三村和敬。玉川大学卒業。ファミリーアーツ所属。
1986年からスタートした『あぶない刑事』シリーズの山路瞳役で知られる。

## 出演

### テレビドラマ
- 少女に何が起ったか（1985年、TBS / 大映テレビ）
- 私鉄沿線97分署 第68話「新任刑事はダーティハリー!?」（1986年3月、ANB / 国際放映）
- 特捜最前線 第475話「単身赴任誘拐事件・窓際族の身代金!」（1986年7月、ANB / 東映） - 北島マユミ
- あぶない刑事シリーズ（NTV / セントラル・アーツ）
  - あぶない刑事（1986年 - 1987年） - 山路瞳巡査 役
  - もっとあぶない刑事（1988年 - 1989年） - 山路瞳巡査 役
- どうぶつ通り夢ランド 第15話（1987年、ANB）
- NEWジャングル 第31話「あぶない嘘」（1988年、NTV / 東宝） - 坂口明美 役
- ニュータウン仮分署（1988年、ANB）
- 男と女のミステリー 並木通りの男 ~アイラブユーから始めよう（1988年、CX）
- ゴリラ・警視庁捜査第8班（1989年、ANB）
- 長七郎江戸日記 第67話（1989年、NTV）
- 勝手にしやがれヘイ!ブラザー 第19話（1990年、NTV / セントラルアーツ） - バー店員
- 刑事貴族 第5話「その時、天使がささやいた」（1990年5月25日、NTV）
- 裏刑事-URADEKA-（1992年、ABC）
- 俺たちルーキーコップ 第5話「大脱線」（1992年、TBS / セントラルアーツ） - 小島道子 役
- 不思議サスペンス「汽笛」（1992年8月31日、KTV） - OL
- 静かなるドン（1994年、NTV）
- 火曜サスペンス劇場 新・女検事・霞夕子(3) 乗り遅れた女（1994年、NTV）
- 水戸黄門外伝 かげろう忍法帖（1995年、TBS）
- 金曜エンタテイメント 戦後50年特別企画 炎の料理人・周富徳物語（1995年、CX）
- 刑事追う! 第21話「発砲」（1996年、TX）
- 大岡越前 第14部 第22話「母ふたり情けのお白洲」（1996年11月18日、TBS / C.A.L） - こゆき 役
- はみだし刑事情熱系 （ANB）
  - 第1シリーズ 第22話「広域殺人!記憶喪失の女」（1997年）
  - 第3シリーズ（1998年） - 前園加奈江 役
  - 第4シリーズ 第8話「身代金と消えた刑事!秘められた女の事情」（1999年）
  - 第8シリーズ 第3話「殺意のシルエット!消えた血痕」（2004年）
- 月曜ドラマスペシャル 「家庭欄記者・鍋嶋六郎」（1999 - 2000年） - 鬼ヶ島晴子 役
- 水戸黄門 第27部 第7話「父を奪った銀の山 -尾花沢-」（1999年5月3日、TBS / C.A.L） - おえん
- 金曜ロードショー特別企画「刑事(デカ)」（2000年、NTV）
- 女と愛とミステリー 「絆」（2002年） - 関根道代
- 月曜ミステリー劇場「スクープ」（2002年、東北新社 / TBS）
- 仮面ライダー555（2003年、ANB）
- 京都地検の女 第7話（2003年、ANB）
- 相棒 Season 3 第13話（2004年、EX） - 白井留美
- 母親失格（2007年、THK）
- 仮面ライダーキバ 第5話「二重奏・ストーカーパニック」（2008年、EX）
- 土曜ワイド劇場（ANB / EX）
  - 盗まれた情事 青年医師が堕ちたエロスの罠!!（1995年）
  - おとり捜査官・北見志穂
    - 第1作 ラッシュアワー連続殺人事件！途中下車の謎…犯人は痴漢？危険な罠に体を張って挑む美人女刑事（1998年）
    - おとり捜査官・北見志穂(2) 停電の夜、連続美女絞殺！（1999年）
    - おとり捜査官・北見志穂(3) 深夜の首都高速でバラバラ連続殺人！銀座高級クラブに潜入した美人刑事（1999年）
    - おとり捜査官・北見志穂(4) 狙われた美人刑事！盗撮された私生活!!（2001年）
    - おとり捜査官・北見志穂(5) 運転する死体?トンネル三重密室の謎　新宿袋詰め連続殺人!（2002年）
    - おとり捜査官・北見志穂(7) 女刑事VS女弁護士、絶体絶命の熱い戦い!（2004）
    - おとり捜査官・北見志穂(8) 妖しい傷跡の死美人“幸福の花嫁”連続殺人事件！（2004年）
    - おとり捜査官・北見志穂(9) 美人令嬢連続殺人！逮捕した通り魔が復讐殺人鬼に!?狙われた女刑事（2005年）
    - おとり捜査官・北見志穂(11) 爆破予告犯から来た挑戦状!!狙われた三人の美女に謎の接点が…爆発5分前、絶体絶命の女刑事（2006年）
    - おとり捜査官・北見志穂(12) ニセ人妻・連続殺人、金髪の男の怪しい影…一夜妻に扮した美女女刑事に絶体絶命のワナ！（2007年）
    - おとり捜査官・北見志穂(13) バスローブ連続殺人・ナゾの香りに包まれた全裸美女の秘密…犯人までもが殺された！（2008年）
    - おとり捜査官・北見志穂(14) 獄中女に間違われた女刑事！銀行襲撃犯が殺される理由…消えた拳銃と2300万の謎！！（2010年）
    - おとり捜査官・北見志穂(15) 口をふさがれた美女連続殺人!似合わない白いハイヒールを履いた美女の謎（2011年）
    - おとり捜査官・北見志穂(16) 婚カツ美女連続殺人・狙われる女性警察官!婚活シート男女176人の容疑者… （2012年）
    - おとり捜査官・北見志穂(17) 右手を挙げた美女連続殺人・最強の知能犯蟻食いと対決! （2013年）
    - おとり捜査官・北見志穂(18) “幸福の絶頂”美女連続殺人!（2014年）
    - 新・おとり捜査官・北見志穂(19) 罪深き美女・連続殺人!（2015年）

  - 作家 小日向鋭介の推理日記 私の写真を握りしめて死んだ女（1999年）
  - 終着駅シリーズ
    - 第16作（2003年） - 別所照子 役
    - 第19作（2006年）

  - 弁天祐美子法律事務所（2007年）
  - ヤメ検の女（2009年）
- 金曜プレステージ
  - 「浅見光彦シリーズ」
    - 第37作（2010年）
    - 第39作（2011年） - 田口京子 役
- 地味にスゴイ! 校閲ガール・河野悦子 第10話（2016年） - 岩崎はるえ 役

### 劇場映画
- あぶない刑事（1987年12月12日）
- またまたあぶない刑事（1988年7月2日）
- もっともあぶない刑事（1989年4月22日）
- べっぴんの町（1989年10月14日）
- きんぴら（1990年12月22日）
- 永井豪のホラー劇場 霧加神（1992年8月28日）
- エロティックな関係 (1992年10月17日)
- 私を抱いてそしてキスして（1992年11月24日）
- 国会へ行こう!（1993年5月1日）
- 悪役パパ（1993年11月15日）
- あぶない刑事リターンズ（1996年9月14日）
- レッスン LESSON（1994年6月25日）
- だけん・なん（1998年）
- あぶない刑事フォーエヴァー THE MOVIE（1998年9月2日）
- あかね色の空を見たよ（2001年11月18日）
- まだまだあぶない刑事（2005年10月22日）
- 相棒 -劇場版- 絶体絶命! 42.195km 東京ビッグシティマラソン（2008年5月1日） - 安永聡子
- 同級生（2008年5月10日）
- さらば あぶない刑事（2016年1月30日）
- 名医死す〜感染症と闘った藤野昌言物語〜（2021年9月29日） - 蒲池の妻
- 帰ってきた あぶない刑事（2024年5月24日）[1]

### ビデオ映画
- 悪人専用（1990年、東映ビデオ）
- 日本統一21（2017年、日本統一製作委員会） - 藤代路子

### 舞台
- ラインの黄金（新国立劇場）
- カーズドファミリー（銀座みゆき座劇場）
- あなたを待ちながら（銀座ブディストホール）

### 吹き替え
- プリースト 悪魔を葬る者（2015年製作・2016年10月22日公開）
- コンフィデンシャル/共助（パク・ソヨン〈チャン・ヨンナム〉）
- 王は愛する（元成公主〈チョン・ヨンナム〉）
- ストレンジ・アフェア（シャーリーン・チェイス〈エイミー・ライアン〉）
- 王朝の陰謀 判事ディーと天空のドラゴン（則天武后〈クリスティ・ヨン〉[2]）
- 王朝の陰謀 判事ディーと天空の塔（則天武后〈ラケル・シュ〉[3]）
- THE WITCH/魔女 -増殖-（ペク総括〈チョ・ミンス〉[4]）
- ライド・オン（ナイホァの母[5]）
- プロジェクト・サイレンス（スノク〈イェ・スジョン〉[6]）

### ラジオ
- 長谷部香苗のCinema Bar Radio（2019年10月 - 、リスラジプレミアム）